# Sherrié Austin
Sherrié Austin, pseudonimo di Sherrie Veronica Krenn (Sydney, 28 agosto 1970), è un'attrice e cantante australiana.

## Biografia
Sherrie ha iniziato a suonare per Johnny Cash in Australia all'età di 14 anni. In seguito si è trasferita negli Stati Uniti dove ha iniziato a recitare. È nota per aver interpretato Pippa McKenna nella nona ed ultima stagione de L'albero delle mele.
Nel 1991 è apparsa in un episodio di Willy, il principe di Bel-Air. Ha poi proseguito con la carriera di cantante, creando con Phil Radford nel 1992 Colourhaus, la cui canzone Color Me You venne usata per un episodio di Baywatch.
Dopo essersi trasferita a Nashville, nel Tennessee, ha iniziato a lavorare con la musica country e ha pubblicato il primo album da solista.
Dopo aver pubblicato altri album ed essersi esibita in diversi spettacoli teatrali, Sherrie e il suo amico Shane Stevens partecipano alla seconda stagione di Girls Who Like Boys Who Like Boys, inedita in Italia.
Il 15 novembre 2001 è stato pubblicato il suo quinto album.

## Filmografia parziale
- L'albero delle mele (The Facts of Life) – serie TV, 16 episodi (1987-1988)